# NAS Award in the Evolution of Earth and Life
Der NAS Award in the Evolution of Earth and Life ist eine Auszeichnung der National Academy of Sciences auf dem Gebiet der Paläontologie.

## Geschichte
Die Mary Clark Thompson Medal wird seit 1921 vergeben und zeichnet besondere Leistungen auf dem Gebiet der Geologie und Paläontologie aus. Sie ist nach der Stifterin, der Philanthropin Mary Clark Thompson (1835–1923) benannt.
Die Daniel Giraud Elliot Medal wird seit 1917 vergeben und zeichnet besondere Leistungen auf dem Gebiet der Zoologie und Paläontologie aus. Sie ist nach dem Zoologen Daniel Giraud Elliot (1835–1915) benannt und wurde von Margaret Henderson Elliot gestiftet.
Seit 2018 wird der NAS Award in the Evolution of Earth and Life abwechselnd als Mary Clark Thompson Medal und als Daniel Giraud Elliot Medal vergeben.

## Preisträger

### Mary Clark Thompson Medal
- 1921 Charles Walcott
- 1923 Emmanuel de Margerie
- 1925 John M. Clarke
- 1928 James P. Smith

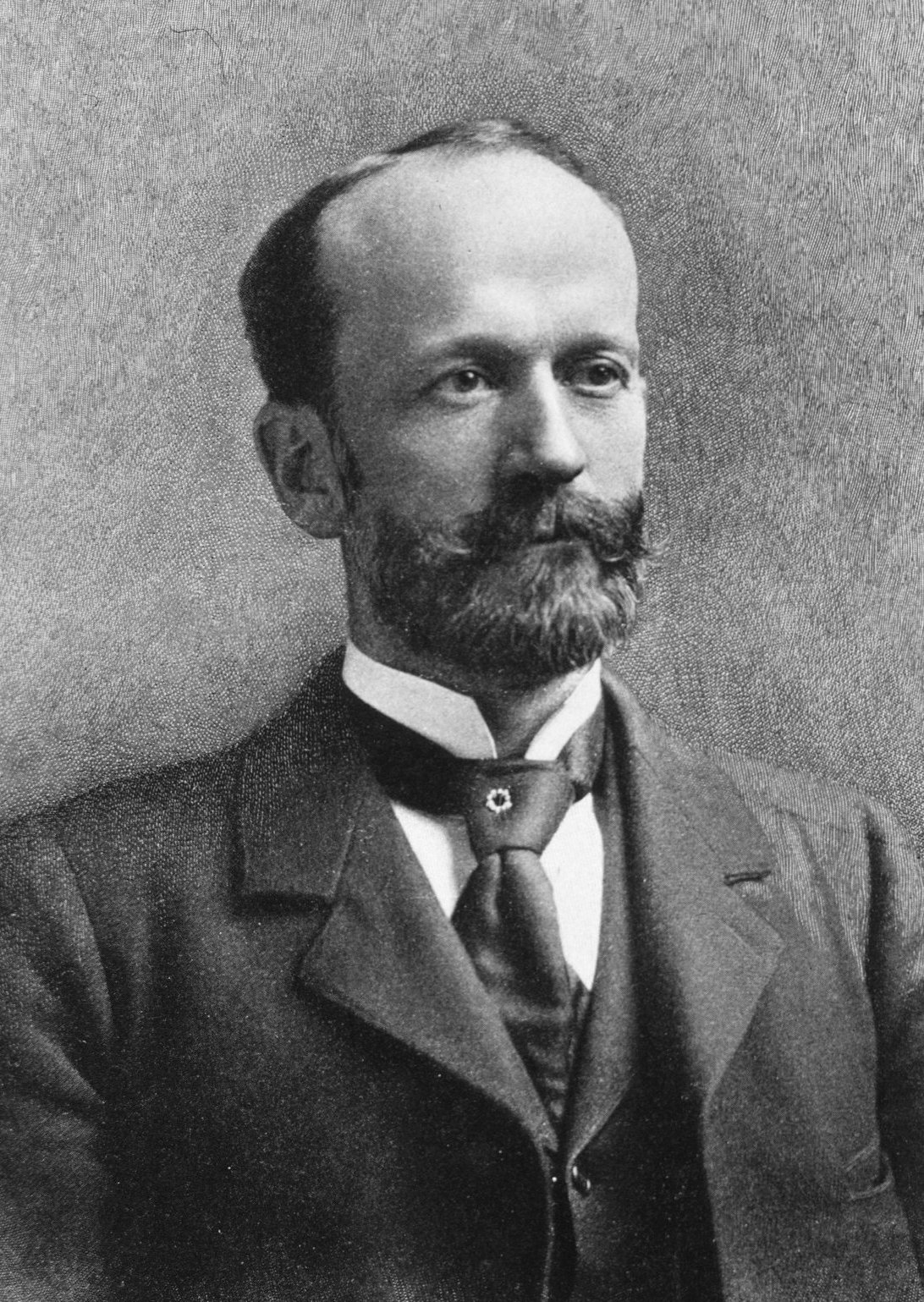
Charles Walcott

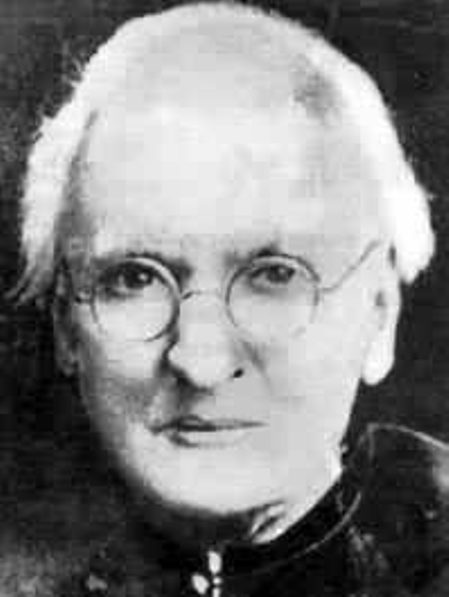
Amadeus William Grabau

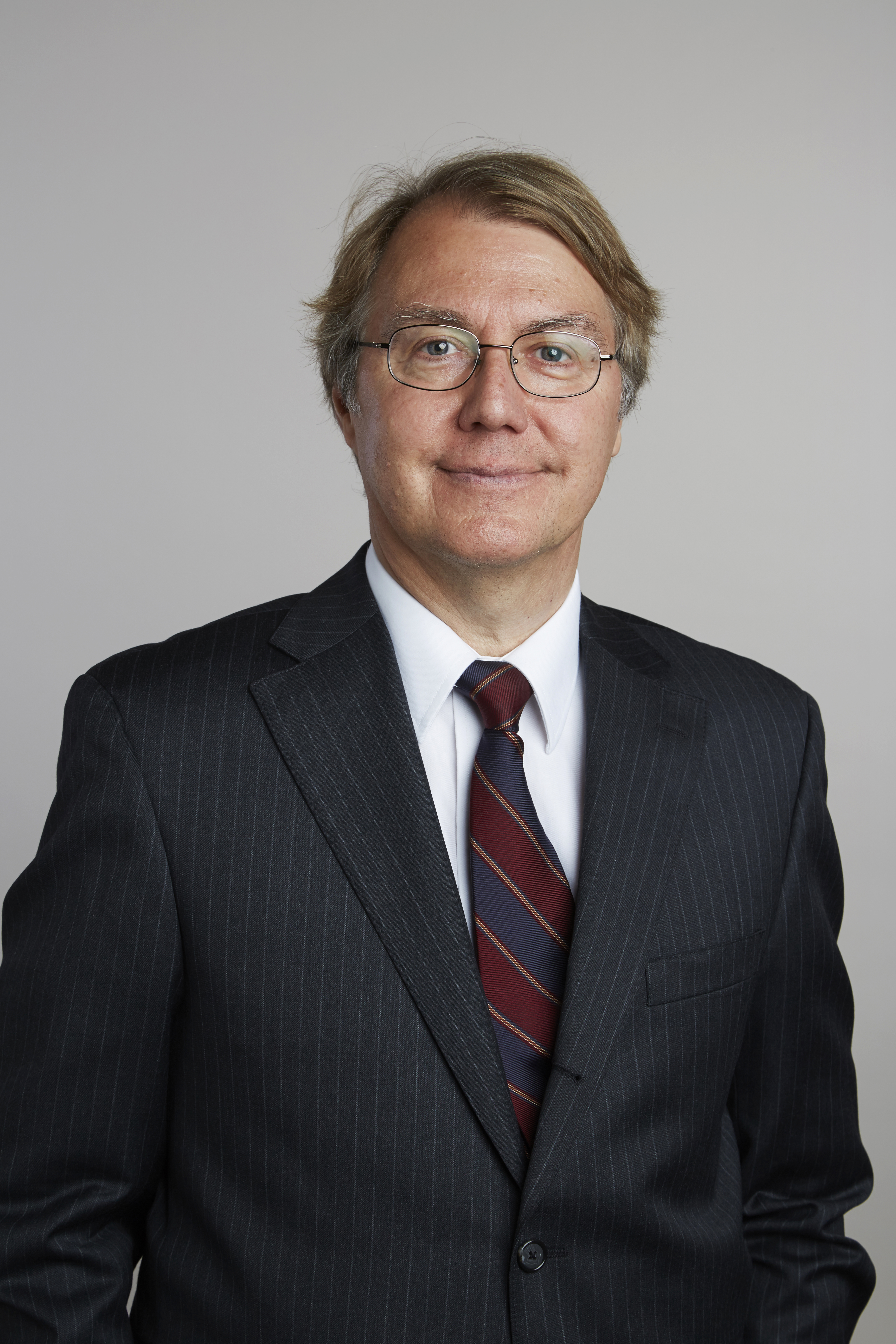
Andrew Knoll

- 1930 William Berryman Scott, Edward Oscar Ulrich
- 1931 David White
- 1932 Francis Arthur Bather
- 1934 Charles Schuchert
- 1936 Amadeus William Grabau
- 1941 D. M. S. Watson
- 1942 Edward W. Berry, Arthur Smith Woodward
- 1943 George Gaylord Simpson
- 1944 William Joscelyn Arkell
- 1945 T. Wayland Vaughan
- 1946 John Bernard Reeside Jr.
- 1948 Frank H. McLearn
- 1949 Lauge Koch
- 1952 Lloyd W. Stephenson
- 1954 Alfred Romer
- 1957 G. Arthur Cooper
- 1958 Roman Kozłowski
- 1961 Norman D. Newell
- 1964 Milton N. Bramlette
- 1967 Wendell P. Woodring
- 1970 Raymond Cecil Moore
- 1973 Hollis Dow Hedberg
- 1976 James M. Schopf
- 1982 William A. Berggren
- 1986 J. William Schopf
- 1990 Harry Blackmore Whittington
- 1995 David Lawrence Jones „für seine  Entwicklung der Terrane-tektonischen Theorie durch die geologische Kartierung des westlichen Nordamerika und biostratigraphische Studien über Radiolarien in Tiefwasser-Schieferablagerungen“ (Laudatio).
- 1999 Jan Smit für die „Etablierung der Reihenfolge der Meteoriten-Einschlagereignisse vor 65 Millionen Jahren, einschliesslich Fallout, Tsunami Fortpflanzung, geochemische Störungen und Aussterben von Foraminiferen und Dinosauriern“ (Laudatio).
- 2003 Frederik J. Hilgen für „seine sorgfältige Integration verschiedener geologischer, geophysikalischer und zyklostratigraphischer sedimentologischer Daten zur Entwicklung einer Zeitskala für das späte Neogen“ (das heißt bis 12 Millionen Jahre in die Vergangenheit) (Laudatio).
- 2006 Steven M. Stanley für „die Erforschung und seine führende Rolle in funktionaler Morphologie von Muscheln (Bivalvia) und die Makroevolution verschiedener Tiergruppen, einschließlich Hominiden, im Zusammenhang mit der physikalischen und chemischen Geschichte der Erde“ (Laudatio).
- 2009 Alfred G. Fischer für „seine führende Rolle und Forschungsbeiträge bei der Entdeckung der zyklischen und periodischen Natur der Sedimente in der geologischen Vergangenheit und deren Verbindung mit Systemänderungen auf der Erde, einschließlich Änderungen in der Biodiversität“ (Laudatio).
- 2012 Andrew Knoll für seine „unvergleichlichen Beiträge zu den Zusammenhängen zwischen dem Leben im Präkambrium und der physikalischen und chemischen Geschichte der Erde und für innovative Beiträge zur Paläophysiologie und Evolution von Algen und Landpflanzen“ (Laudatio).
- 2015 Susan M. Kidwell für ihre „grundlegenden Arbeiten zum Erhalt von Fossilien, die unsere Vorstellung davon verwandelt haben, wie die Geschichte des Lebens in Steinen verschlüsselt ist. Ihre Arbeiten zeigten die Verlässlichkeit der steinernen Zeugen und konnten so wichtige Einblicke in die Evolution und Ökologie früherer Lebensformen liefern“ (Laudatio).
- 2021 Shuhai Xiao For his integrated geological, geochemical, and paleontological research on the evolution and radiation of eukaryotes, of algae, and of animals in the Ediacaran and Cambrian periods, his leadership, and his construction of a scientific and cultural bridge between China and the United States that has greatly benefited both societies.
- 2024 Terrie M. Williams: Williams has made fundamental contributions to understanding how large mammals function in their diverse habitats that has transformed the field of ecological physiology.

### Daniel Giraud Elliot Medal
- 1917 Frank M. Chapman
- 1918 William Beebe
- 1919 Robert Ridgway for his classic work, "Birds of North and Middle America."
- 1920 Othenio Abel
- 1921 Bashford Dean for his volume in ichthyology, "Bibliography of Fishes."
- 1922 William Morton Wheeler for his work in entomology, "Ants of the American Museum Congo Expedition."
- 1923 Ferdinand Canu for his work, "North American Later Tertiary and Quaternary Bryozoa."
- 1924 Henri Breuil
- 1925 Edmund B. Wilson for his volume, "The Cell in Development and Heredity."
- 1926 Erik Stensiö for his work, "The Downtonian and Devonian Vertebrates of Spitzbergen, Part I."
- 1928 Ernest Thompson Seton for his work, "Lives of Game Animals," Volume 4.
- 1929 Henry F. Osborn
- 1930 George E. Coghill for his work entitled "Correlated Anatomical and Physiological Studies of the Growth of the Nervous System of Amphibia."
- 1931 Davidson Black
- 1932 James P. Chapin for his work entitled, "The Birds of the Belgian Congo, Part I," published as a bulletin of the American Museum of Natural History in 1932.
- 1933 Richard Swann Lull
- 1934 Theophilus S. Painter
- 1935 Edwin H. Colbert
- 1936 Robert C. Murphy
- 1937 George Howard Parker for his work "Do Melanophore Nerves Show Antidromic Responses?" Journal of General Physiology, volume 20, July 1937.
- 1938 M. R. Irwin for his work, "Immunogenetic Studies of Species Relationships in Columbidae."
- 1939 John H. Northrop for his work, "Crystalline Enzymes: The Chemistry of Pepsin, Trypsin, and Bacteriophage."
- 1940 William B. Scott for his work, "The Mammalian Fauna of the White River Oligocene. Part IV. Artiodactyia."
- 1941 Theodosius Dobzhansky for his work, "Genetics and the Origin of Species," second edition published in 1941.
- 1942 D’arcy Thompson for his work, On Growth and Form, revised and enlarged, 1942.
- 1943 Karl S. Lashley for his work, "Studies of Cerebral Function in Learning," Journal of Comparative Neurology, 1943, volume 79.
- 1944 George G. Simpson for his work, "Tempo and Mode in Evolution," Columbia University Press, 1944.
- 1945 Sewall Wright For his fundamental work dealing with the genetics of evolutionary processes--a program based on work over a long period, including his paper "The Differential Equation of the Distribution of Gene Frequencies."
- 1946 Robert Broom for his volume, "The South Africa Fossil Ape-Men, The Australopithecinae," which was published on January 31, 1946, by the Transvaal Museum in Pretoria.
- 1947 John T. Patterson
- 1948 Henry B. Bigelow for his contributions to marine zoology, particularly for his part as senior author in the volume "Fishes of the Western North Atlantic."
- 1949 Arthur Cleveland Bent for the 17th volume in his series on the "Life Histories of the North American Birds," published by the United States National Museum.
- 1950 Raymond Carroll Osburn in recognition of his studies of Bryozoa, particularly for the volume on Bryozoa of the Pacific Coast of America, part 1, published by the University of Southern California.
- 1951 Libbie H. Hyman
- 1952 Archie Fairly Carr
- 1953 Sven P. Ekman
- 1955 Herbert Friedmann for his book, "The Honey Guides." Dr. Friedman's studies of this little-known African bird clarified several puzzling problems concerning it.
- 1956 Alfred S. Romer
- 1957 P. Jackson Darlington, Jr. for his work on Zoogeography: The Geographical Distribution of Animals was the most meritorious work in zoology published during the year.
- 1958 Donald R. Griffin
- 1965 George G. Simpson for his treatise, "Principles of Animal Taxonomy."
- 1967 Ernst Mayr for his treatise, "Animal Species and Evolution".
- 1971 Richard D. Alexander for his outstanding fundamental work on the systematic, evolution, and behavior of crickets.
- 1976 Howard E. Evans for his work over a 25-year span on the biology and evolution of behavior in wasps.
- 1979 G. Arthur Cooper, Richard E. Grant for the six-volume treatise on the taxonomy, paleoecology, and evolutionary significance of the West Texas permian brachiopods.
- 1984 G. Evelyn Hutchinson for his work as a limologist, biochemist, ecologist, evolutionist, art historian, ranking among our zoological giants.
- 1988 Jon Edward Ahlquist, Charles G. Sibley for their application of DNA hybridization techniques to bird classification which revolutionized taxonomy by showing at last how to distinguish evolutionary relationships from convergent similarities.
- 1992 George C. Williams for his seminal contributions to current evolutionary thought, including the importance of natural selection and adaptation, and the understanding of sexual reproduction, social behavior, senescence, and disease.
- 1996 John Terborgh for his research on the ecology, sociobiology, biodiversity, and plant phenology of the tropics, and for his 1992 book, "Diversity and the Tropical Rain Forest".
- 2000 Geerat J. Vermeij for his extracting major generalizations about biological evolution from the fossil record, by feeling details of shell anatomy that other scientists only see.
- 2004 Rudolf A. Raff for creative accomplishments in research, teaching, and writing (especially "The Shape of Life") that led to the establishment of a new field, evolutionary developmental biology.
- 2008 Jennifer A. Clack for studies of the first terrestrial vertebrates and the water-to-land transition, as illuminated in her book "Gaining Ground".
- 2012 Jonathan B. Losos for his novel and penetrating studies of adaptive radiation in vertebrates, notably his comprehensive study of Anolis lizards in tropical America, as summarized in his recent book, "Lizards in an Evolutionary Tree: Ecology and Adaptive Radiation of Anoles.
- 2018 Günter P. Wagner für seine „grundlegenden Beiträge zur Integration von Entwicklungsbiologie und Evolutionsbiologie, insbesondere durch sein Buch Homology, Genes and Evolutionary Innovation, das der Evolutionsbiologie für Jahrzehnte Orientierung geben wird“ (Laudatio).